# Olympische Sommerspiele 2020/Leichtathletik – 400 m Hürden (Frauen)
Der 400-Meter-Hürdenlauf der Frauen bei den Olympischen Spielen 2020 in Tokio fand vom 31. Juli bis 4. August 2021 im neuerbauten  Nationalstadion statt.
Es gab einen US-amerikanischen Doppelerfolg. Olympiasiegerin wurde Sydney McLaughlin, die im Finale mit 51,46 Sekunden einen neuen Weltrekord aufstellte. Silber ging an Dalilah Muhammad, Bronze gewann in der Europarekordzeit von 52,03 Sekunden die Niederländerin Femke Bol.

## Rekorde

### Bestehende Rekorde
| Weltrekord         | Sydney McLaughlin ( USA)  | 51,90 s | Eugene, USA             | 27. Juni 2021   |
| Olympischer Rekord | Melaine Walker ( Jamaika) | 52,64 s | Finale OS Peking, China | 20. August 2008 |

### Rekordverbesserung
In diesem Wettbewerb wurde ein neuer Weltrekord und damit auch olympischer Rekord aufgestellt. Außerdem gab es zwei neue Kontinental- und vier neue Landesrekorde.
- Weltrekord:
  - 51,46 s – Sydney McLaughlin (USA), Finale am 4. August
- Kontinentalrekorde:
  - 54,22 s (Südamerikarekord) – Gianna Woodruff (Panama), zweites Halbfinale am 2. August
  - 52,03 s (Europarekord) – Femke Bol (Niederlande), Finale am 4. August
- Landesrekorde:
  - 55,32 s – Melissa González (Kolumbien), erster Vorlauf am 31. Juli
  - 54,90 s – Paulien Couckuyt (Belgien), zweiter Vorlauf am 31. Juli
  - 54,90 s – Paulien Couckuyt (Belgien), zweiter Vorlauf am 31. Juli
  - 54,47 s – Paulien Couckuyt (Belgien), erstes Halbfinale am 2. August

## Vorrunde
Die Vorrunde wurde in fünf Läufen durchgeführt. Für das Halbfinale qualifizierten sich pro Lauf die ersten vier Athletinnen (hellblau unterlegt). Darüber hinaus kamen die vier Zeitschnellsten, die sogenannten Lucky Loser (hellgrün unterlegt), weiter.

### Lauf 1

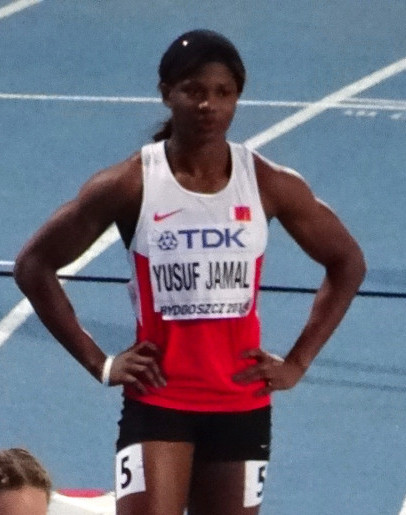
Aminat Jamal – ausgeschieden als Siebte des ersten Vorlaufs
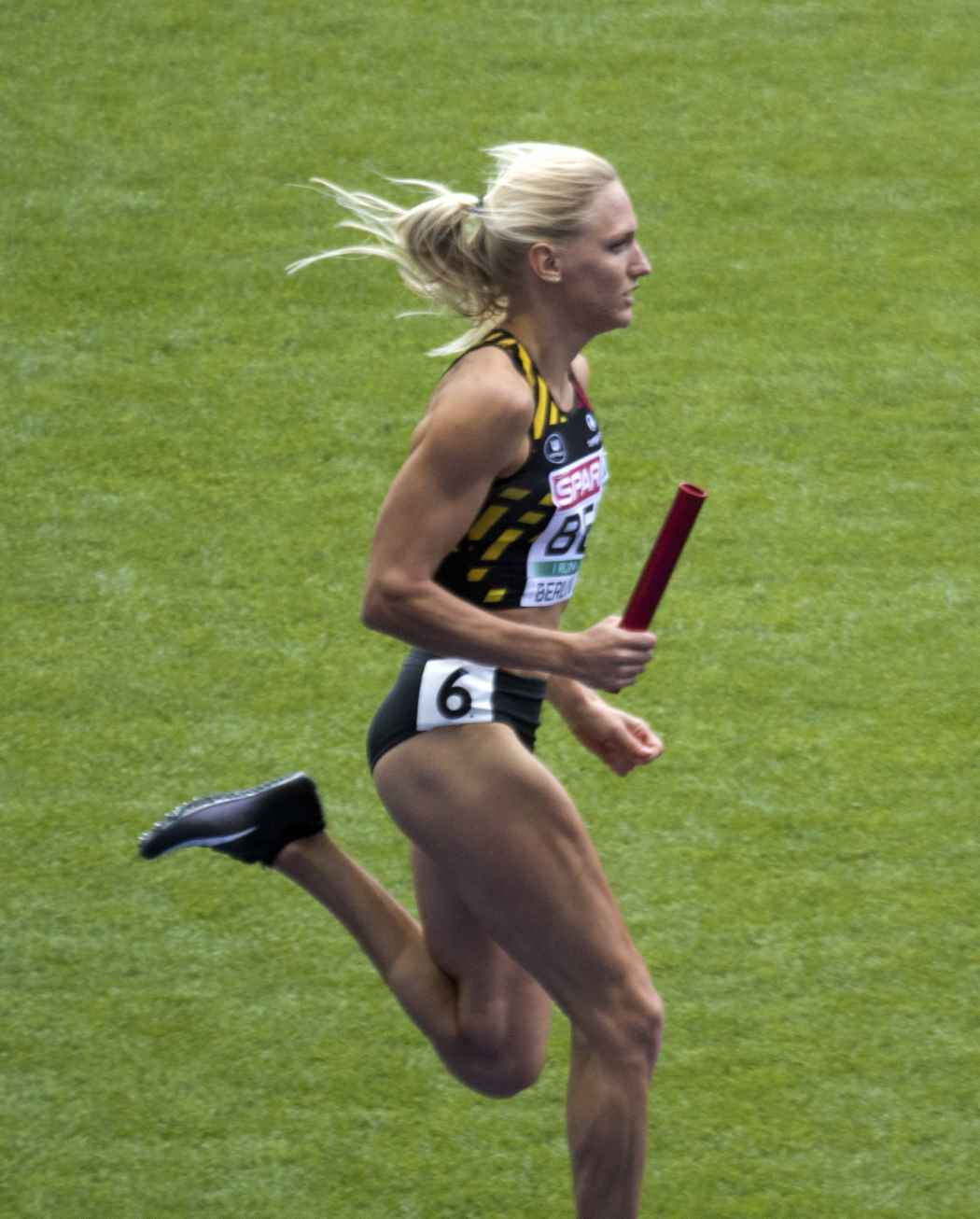
Hanne Claes – ausgeschieden als Achte des ersten Vorlaufs

31. Juli 2021, 09:00 Uhr (02:00 Uhr MESZ)
| Platz | Name                | Nation    | Zeit (s) | Anmerkung |
| ----- | ------------------- | --------- | -------- | --------- |
| 1     | Wiktorija Tkatschuk | Ukraine   | 54,80    |           |
| 2     | Melissa González    | Kolumbien | 55,32    | NR        |
| 3     | Anna Cockrell       | USA       | 55,37    |           |
| 4     | Sage Watson         | Kanada    | 55,54    |           |
| 5     | Yadisleidy Pedroso  | Italien   | 55,57    | SB        |
| 6     | Amalie Iuel         | Norwegen  | 55,65    |           |
| 7     | Aminat Jamal        | Bahrain   | 55,90    | SB        |
| 8     | Hanne Claes         | Belgien   | 56,38    | SB        |

### Lauf 2

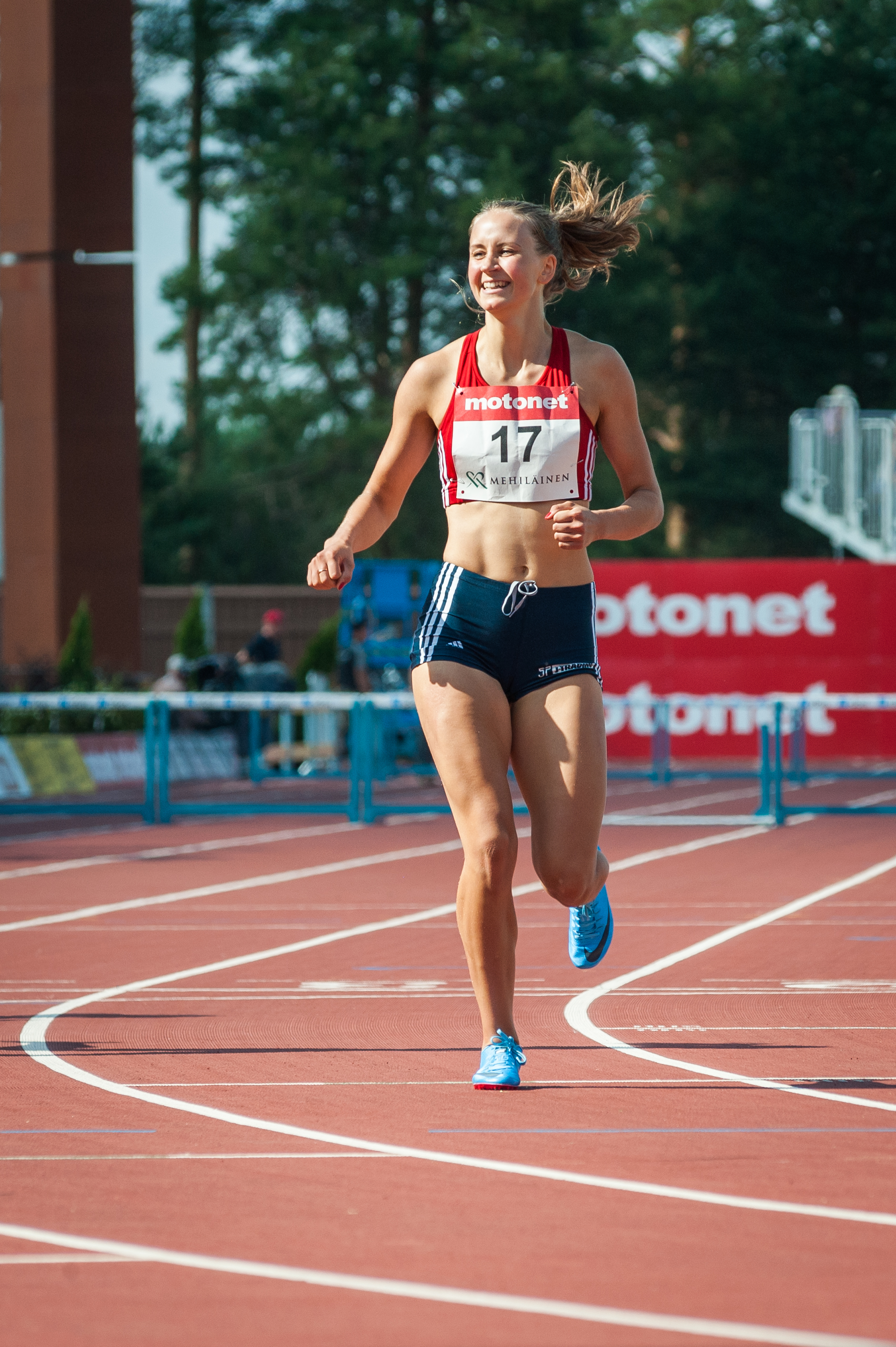
Viivi Lehikoinen – ausgeschieden als Fünfte des zweiten Vorlaufs
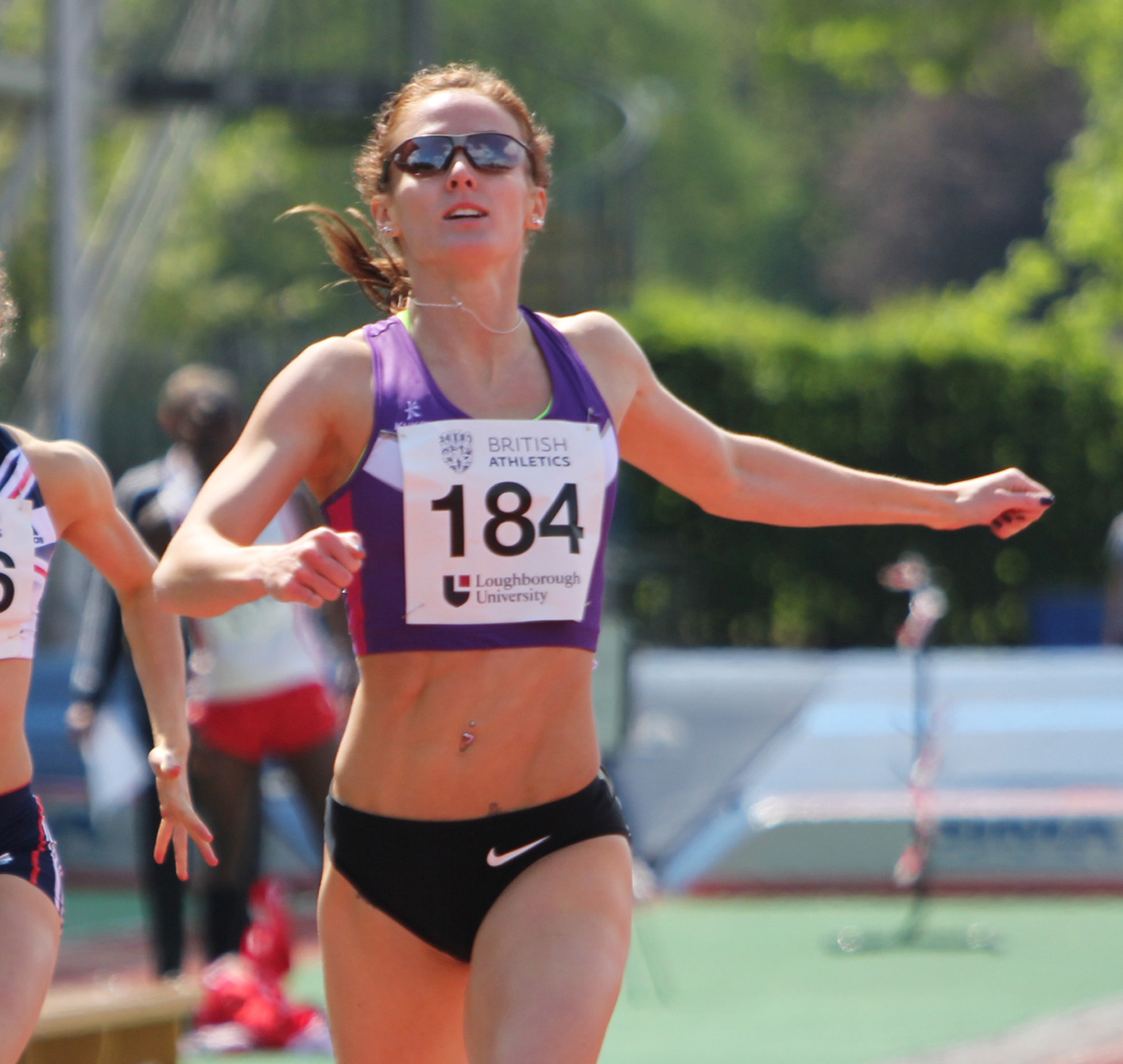
Meghan Beesley – ausgeschieden als Siebte des zweiten Vorlaufs

31. Juli 2021, 09:08 Uhr (02:08 Uhr MESZ)
| Platz | Name              | Nation         | Zeit (s) | Anmerkung |
| ----- | ----------------- | -------------- | -------- | --------- |
| 1     | Hanna Ryschykowa  | Ukraine        | 54,56    |           |
| 2     | Janieve Russell   | Jamaika        | 54,81    |           |
| 3     | Paulien Couckuyt  | Belgien        | 54,90    | NR        |
| 4     | Linda Olivieri    | Italien        | 55,54    | PB        |
| 5     | Viivi Lehikoinen  | Finnland       | 55,67    |           |
| 6     | Noelle Montcalm   | Kanada         | 55,85    | SB        |
| 7     | Meghan Beesley    | Großbritannien | 55,91    |           |
| 8     | Chayenne da Silva | Brasilien      | 57,55    |           |

### Lauf 3

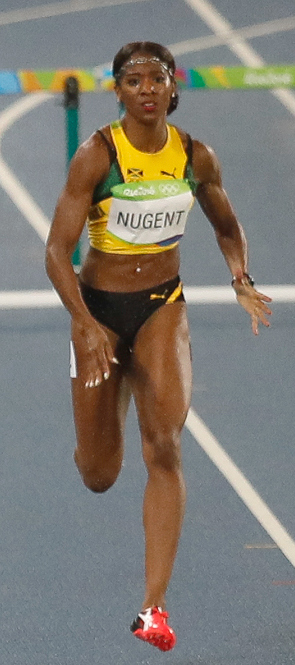
Leah Nugent – im dritten Vorlauf wegen Bahnübertretung disqualifiziert

31. Juli 2021, 09:16 Uhr (02:16 Uhr MESZ)
| Platz | Name                | Nation         | Zeit (s) | Anmerkung                                |
| ----- | ------------------- | -------------- | -------- | ---------------------------------------- |
| 1     | Sydney McLaughlin   | USA            | 54,65    |                                          |
| 2     | Gianna Woodruff     | Panama         | 55,49    |                                          |
| 3     | Sara Slott Petersen | Dänemark       | 55,52    |                                          |
| 4     | Quách Thị Lan       | Vietnam        | 55,71    | SB                                       |
| 5     | Eleonora Marchiando | Italien        | 56,82    |                                          |
| 6     | Marija Mykolenko    | Ukraine        | 57,86    |                                          |
| DNF   | Jessie Knight       | Großbritannien | style    |                                          |
| DSQ   | Leah Nugent         | Jamaika        |          | IWR Regel 163, TR17.3.1 – Bahnübertreten |

### Lauf 4

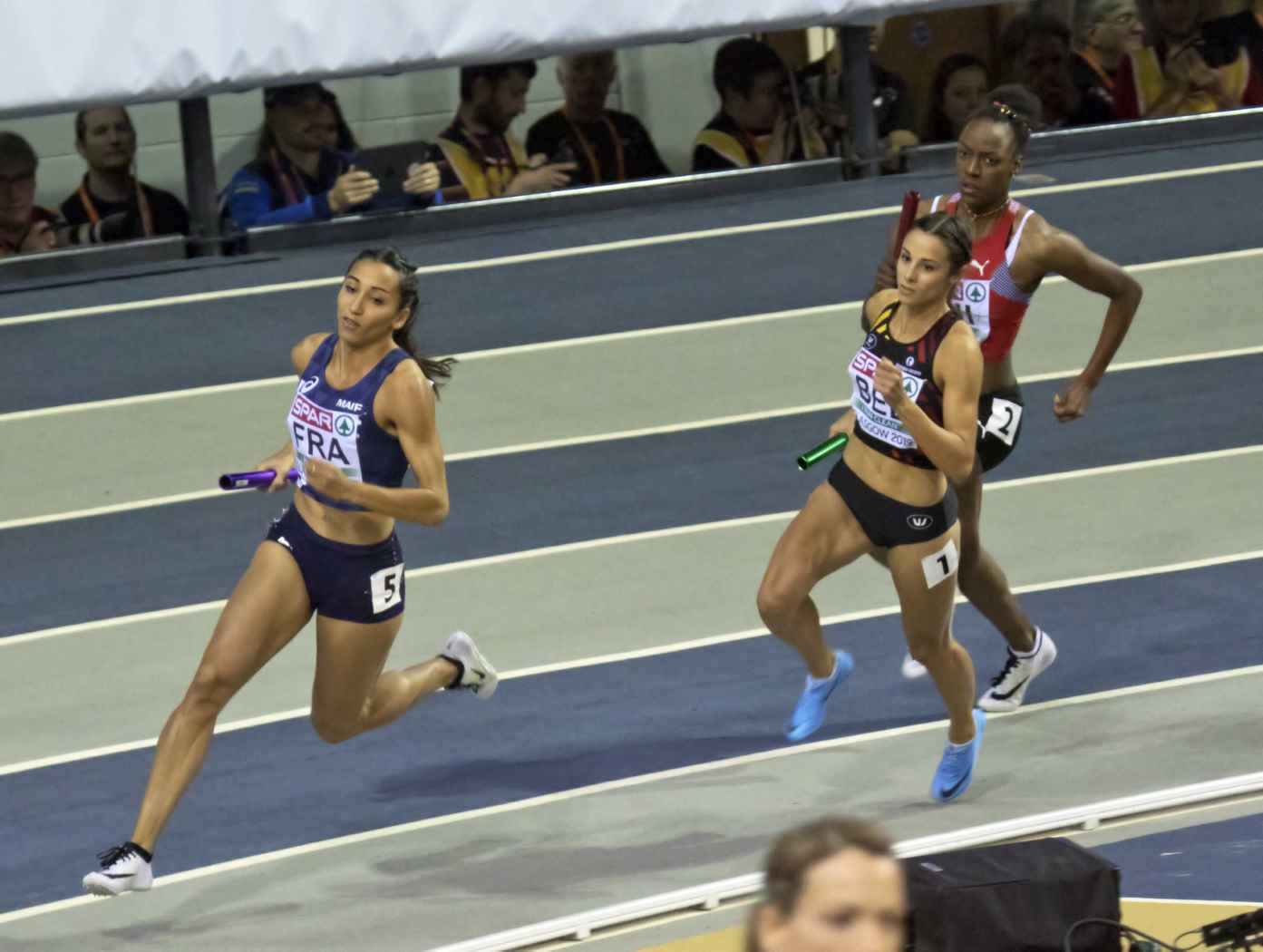
Yasmin Giger (ganz rechts) – ausgeschieden als Sechste des vierten Vorlaufs

31. Juli 2021, 09:24 Uhr (02:24 Uhr MESZ)
| Platz | Name             | Nation              | Zeit (s) | Anmerkung                         |
| ----- | ---------------- | ------------------- | -------- | --------------------------------- |
| 1     | Femke Bol        | Niederlande         | 54,43    |                                   |
| 2     | Tia-Adana Belle  | Barbados            | 55,69    | SB                                |
| 3     | Wenda Nel        | Südafrika           | 56,06    |                                   |
| 4     | Jessica Turner   | Großbritannien      | 56,83    |                                   |
| 5     | Sarah Carli      | Australien          | 56,93    | SB                                |
| 6     | Yasmin Giger     | Schweiz             | 57,03    |                                   |
| DSQ   | Ronda Whyte      | Jamaika             |          | IWR Regel 162, TR16.8 – Fehlstart |
| DNS   | Sparkle McKnight | Trinidad und Tobago |          |                                   |

### Lauf 5

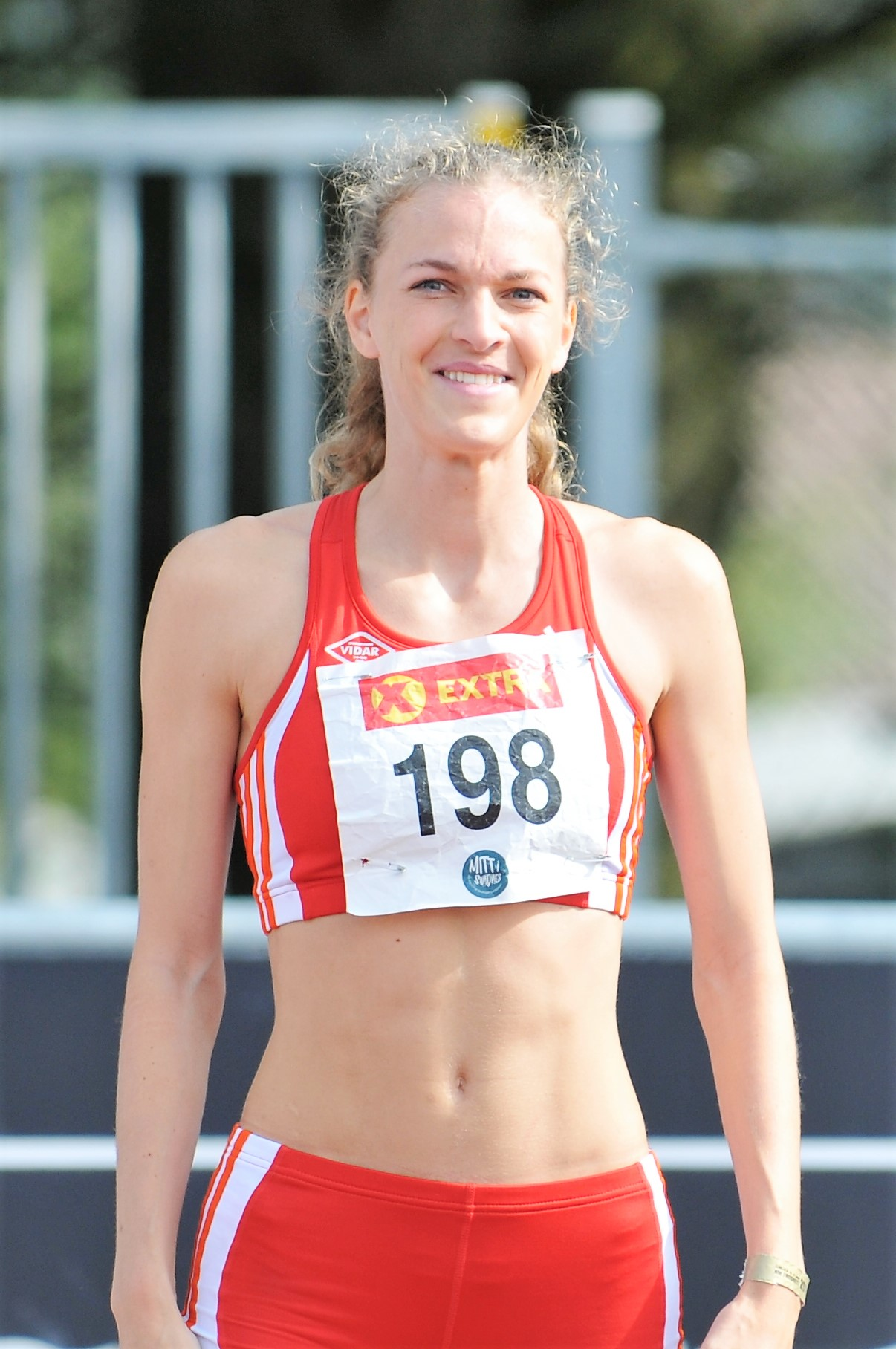
Line Kloster – ausgeschieden als Siebte des fünften Vorlaufs
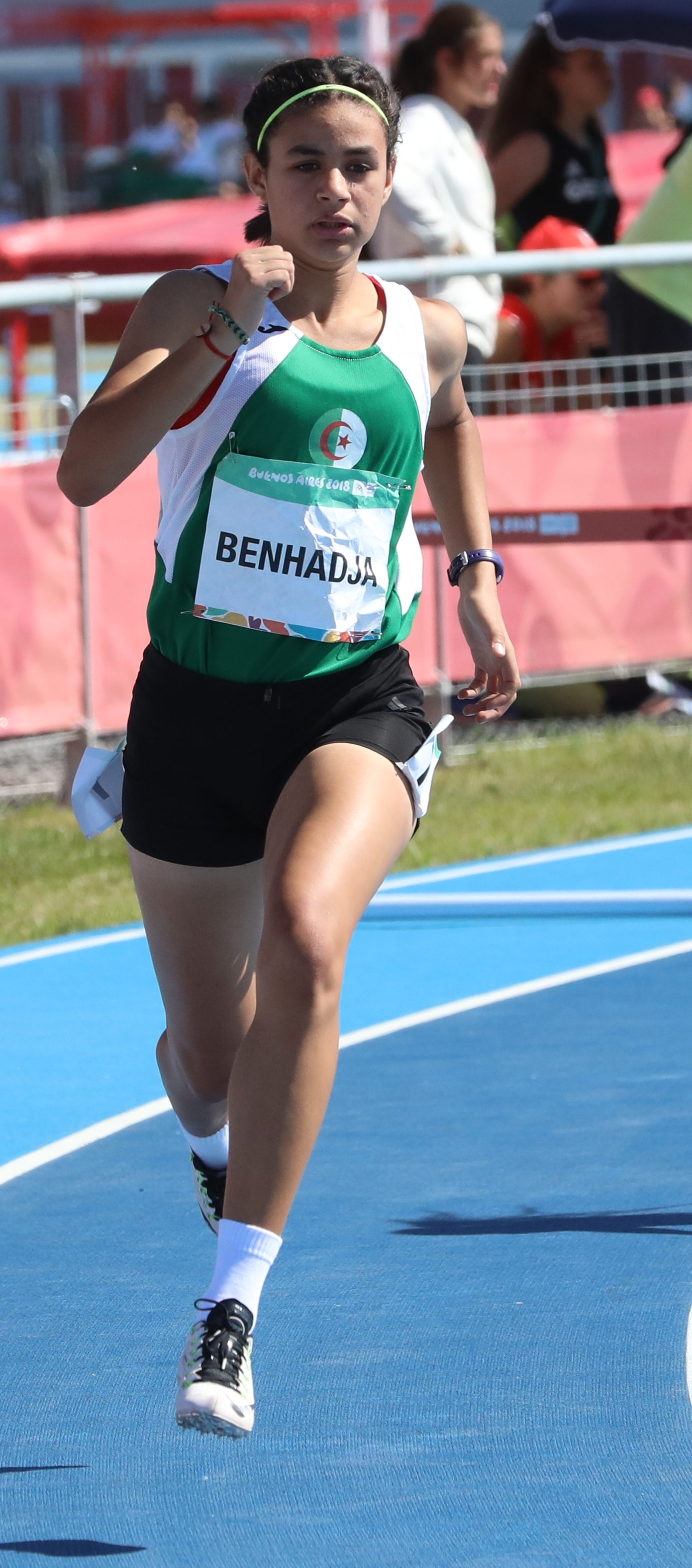
Loubna Benhadja – ausgeschieden als Achte des fünften Vorlaufs

31. Juli 2021, 09:32 Uhr (02:32 Uhr MESZ)
| Platz | Name               | Nation      | Zeit (s) | Anmerkung |
| ----- | ------------------ | ----------- | -------- | --------- |
| 1     | Dalilah Muhammad   | USA         | 53,97    |           |
| 2     | Carolina Krafzik   | Deutschland | 54,72    | PB        |
| 3     | Léa Sprunger       | Schweiz     | 54,74    | SB        |
| 4     | Joanna Linkiewicz  | Polen       | 54,93    | PB        |
| 5     | Zurian Hechavarría | Kuba        | 54,99    | PB        |
| 6     | Emma Zapletalová   | Slowakei    | 55,00    |           |
| 7     | Line Kloster       | Norwegen    | 56,45    |           |
| 8     | Loubna Benhadja    | Algerien    | 57,19    | PB        |

## Halbfinale
Das Halbfinale umfasste drei Läufe. Für das Finale qualifizierten sich pro Lauf die ersten beiden Athletinnen (hellblau unterlegt). Darüber hinaus kamen die zwei Zeitschnellsten, die sogenannten Lucky Loser (hellgrün unterlegt), weiter.

### Lauf 1

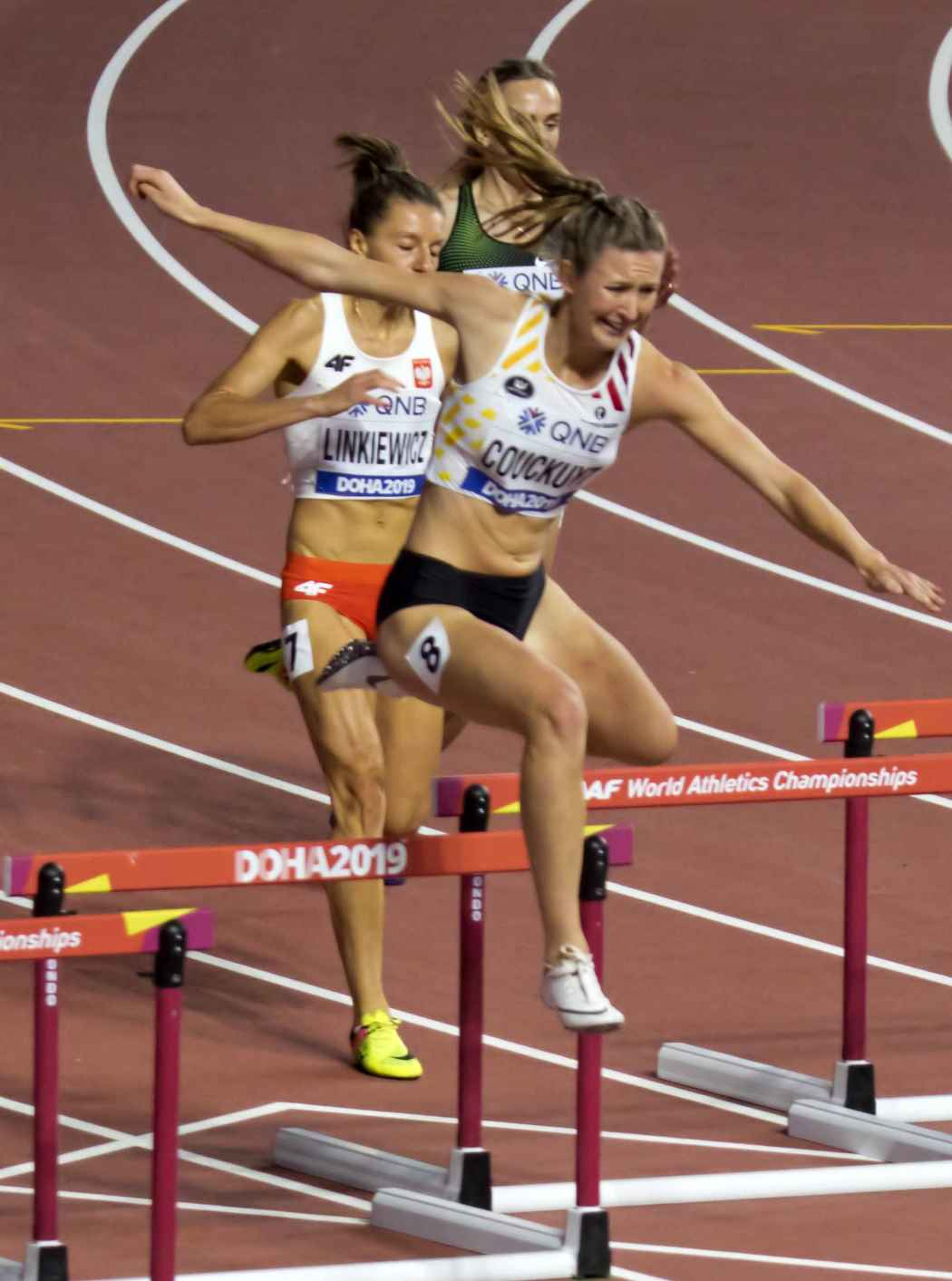
Paulien Couckuyt (rechts) – trotz belgischen Landesrekords ausgeschieden als Dritte des ersten Halbfinals

2. August 2021, 20:35 Uhr (13:35 Uhr MESZ)
| Platz | Name             | Nation      | Zeit (s) | Anmerkung |
| ----- | ---------------- | ----------- | -------- | --------- |
| 1     | Dalilah Muhammad | USA         | 53,30    |           |
| 2     | Janieve Russell  | Jamaika     | 54,10    |           |
| 3     | Paulien Couckuyt | Belgien     | 54,47    | NR        |
| 4     | Carolina Krafzik | Deutschland | 54,96    |           |
| 5     | Sage Watson      | Kanada      | 55,51    |           |
| 6     | Quách Thị Lan    | Vietnam     | 56,78    |           |
| 7     | Linda Olivieri   | Italien     | 57,03    |           |
| 8     | Amalie Iuel      | Norwegen    | 57,61    |           |

Weitere im ersten Halbfinale ausgeschiedene Hürdenläuferinnen:

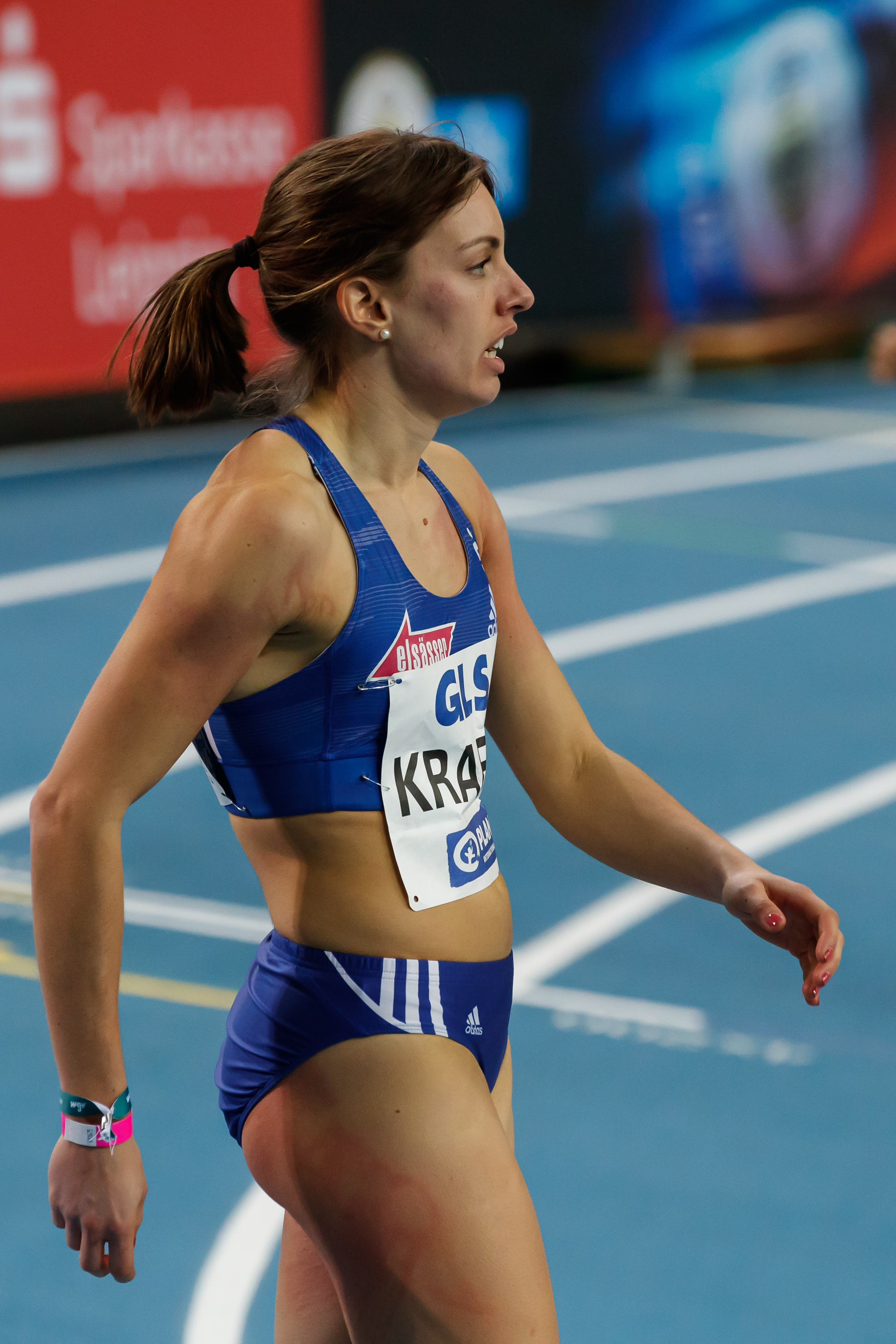
Carolina Krafzik – Rang vier
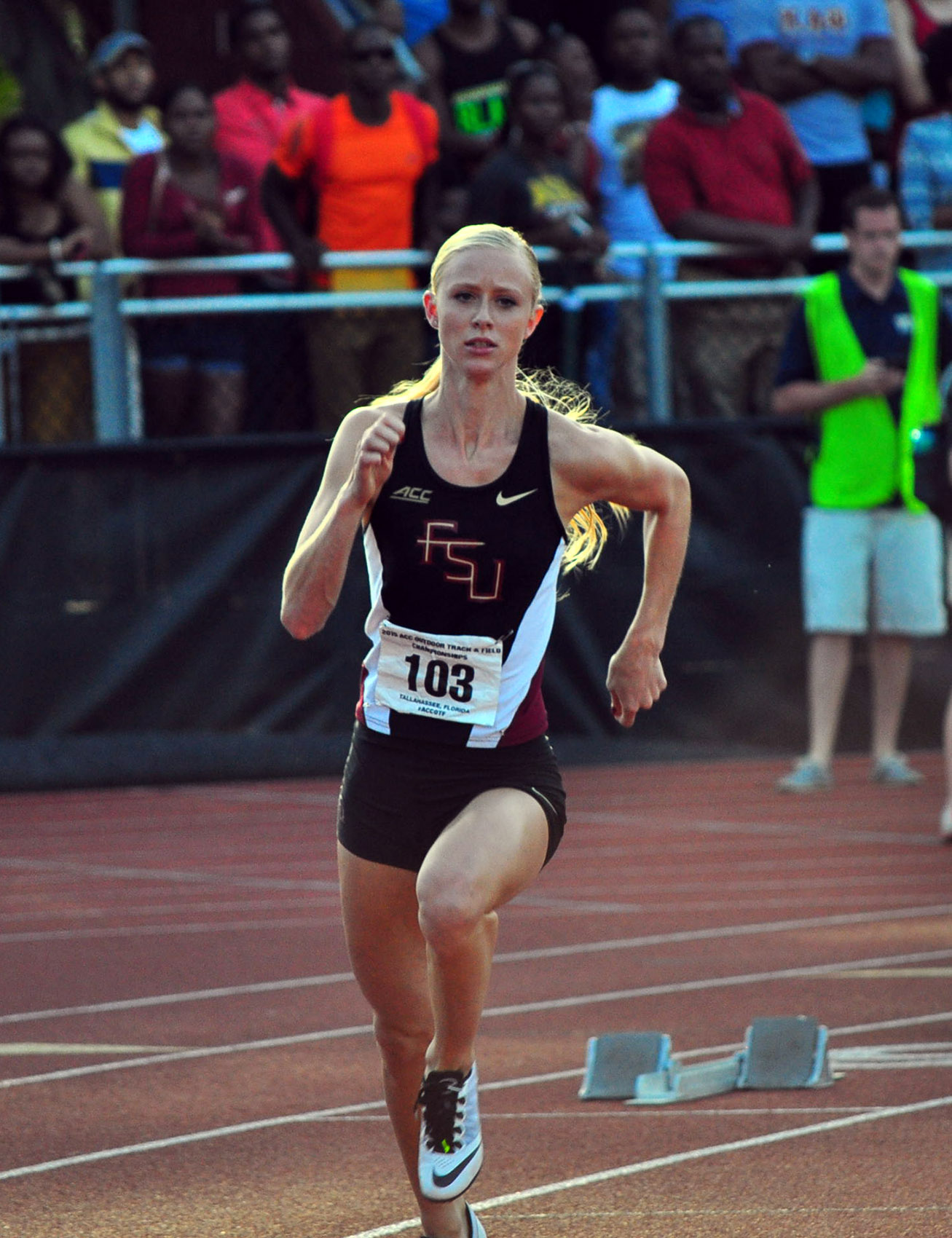
Sage Watson – Rang fünf
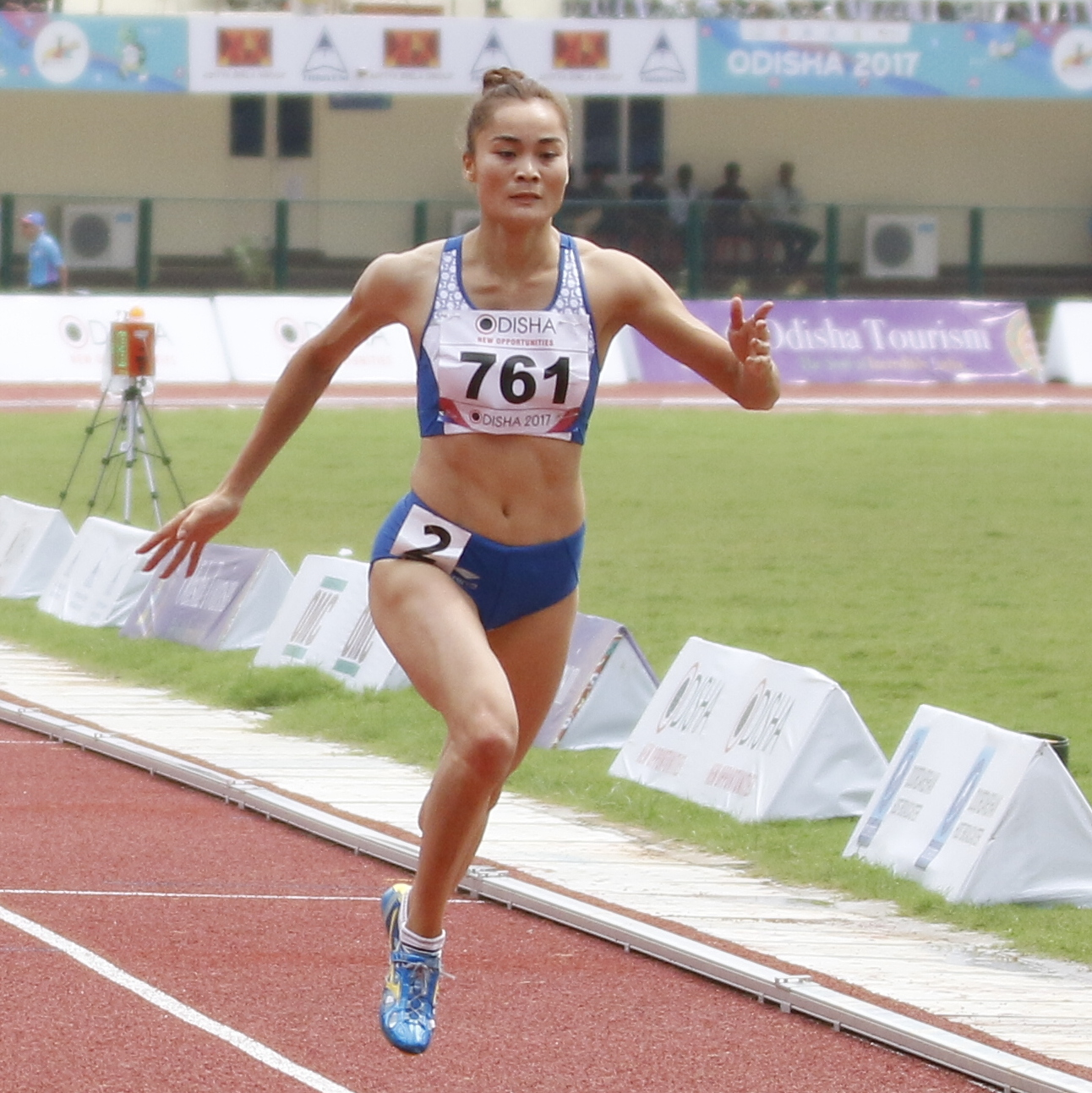
Quách Thị Lan – Rang sechs
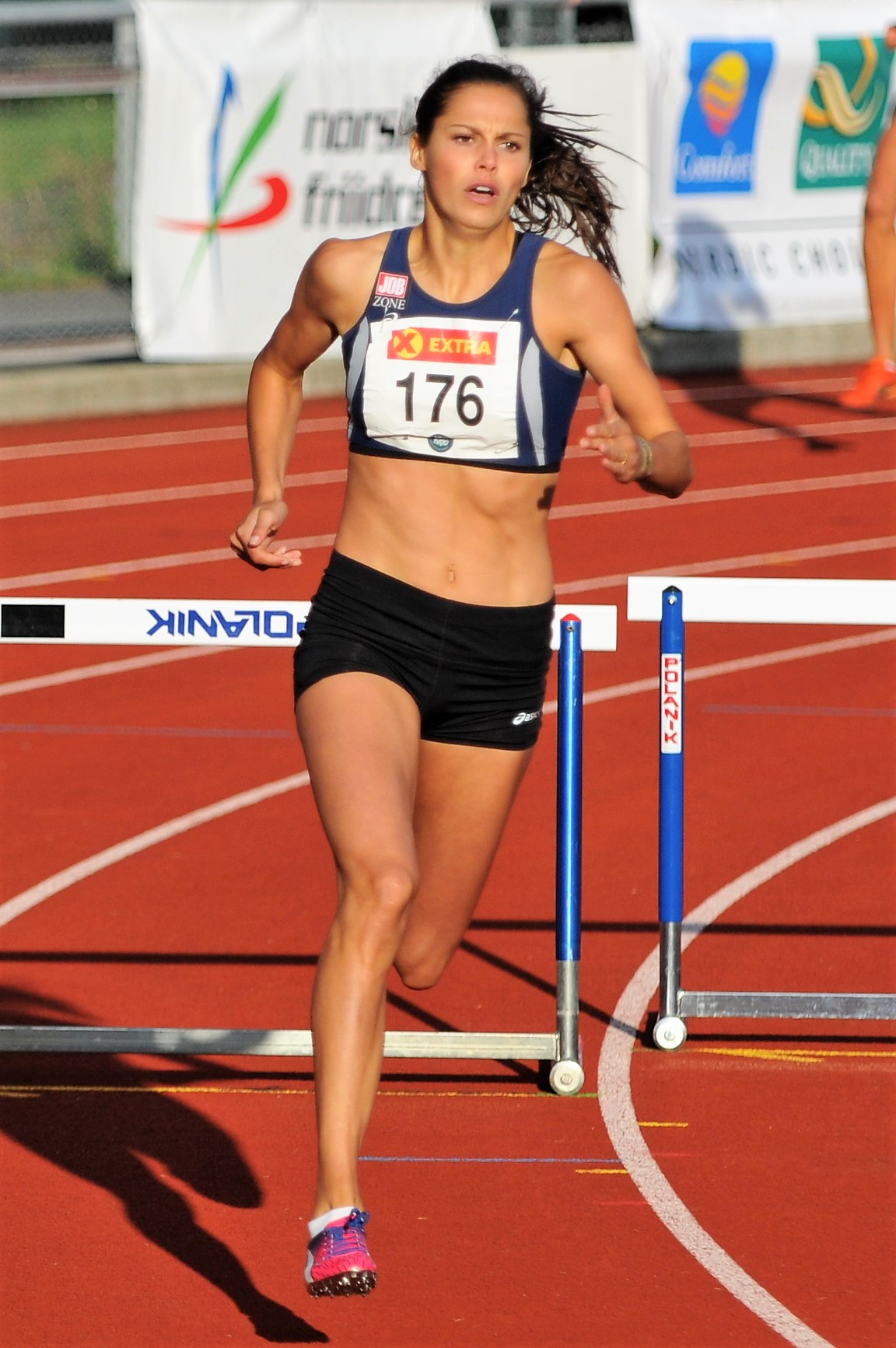
Amalie Iuel – Rang acht

### Lauf 2

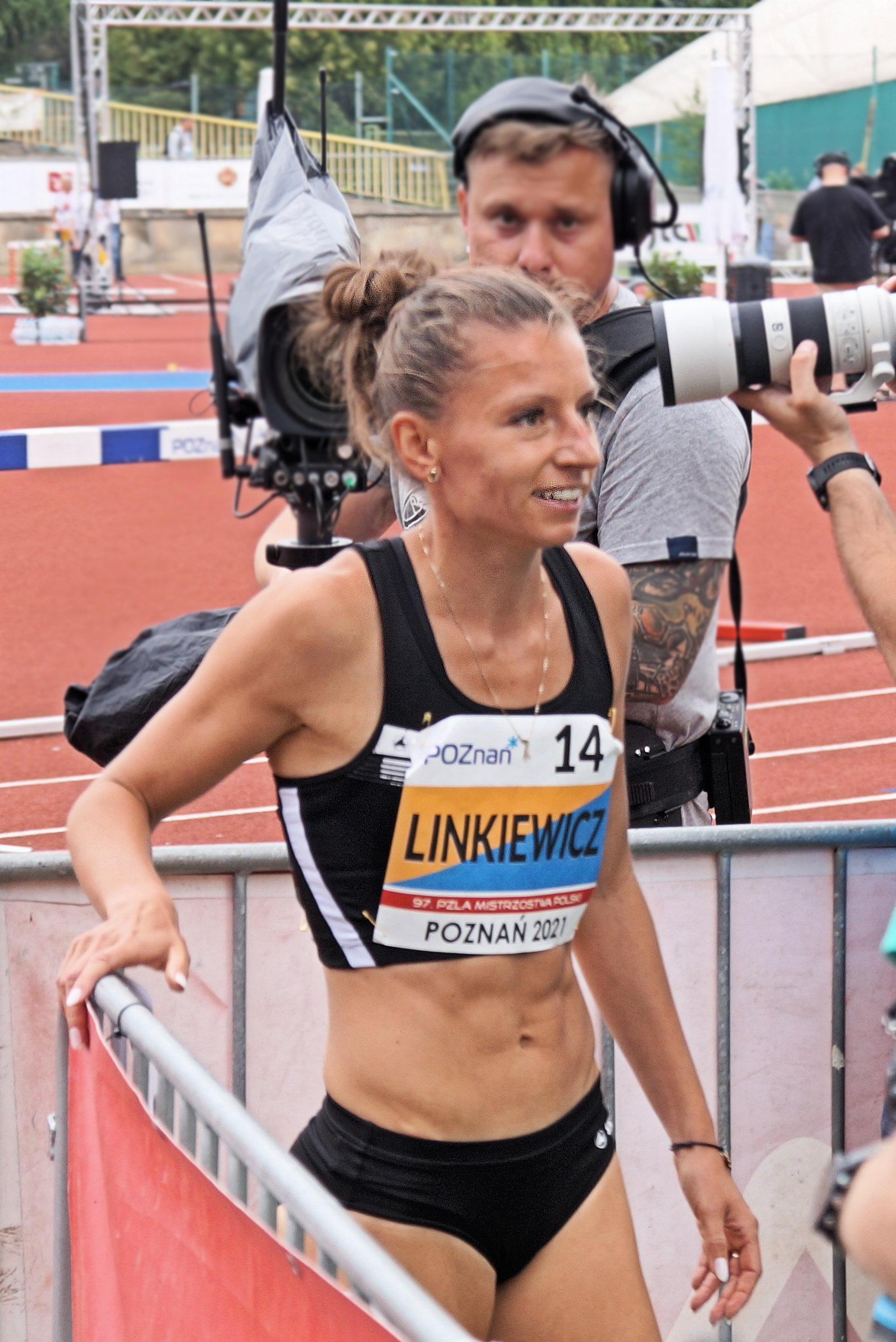
Joanna Linkiewicz – ausgeschieden als Fünfte des zweiten Halbfinals
Wenda Nel – ausgeschieden als Siebte des zweiten Halbfinals

2. August 2021, 20:45 Uhr (13:45 Uhr MESZ)
| Platz | Name               | Nation    | Zeit (s) | Anmerkung |
| ----- | ------------------ | --------- | -------- | --------- |
| 1     | Sydney McLaughlin  | USA       | 53,03    |           |
| 2     | Gianna Woodruff    | Panama    | 54,22    | SR        |
| 3     | Hanna Ryschykowa   | Ukraine   | 54,23    |           |
| 4     | Zurian Hechavarría | Kuba      | 55,21    |           |
| 5     | Joanna Linkiewicz  | Polen     | 55,67    |           |
| 6     | Emma Zapletalová   | Slowakei  | 55,79    |           |
| 7     | Wenda Nel          | Südafrika | 56,35    |           |
| 8     | Tia-Adana Belle    | Barbados  | 59,26    |           |

### Lauf 3

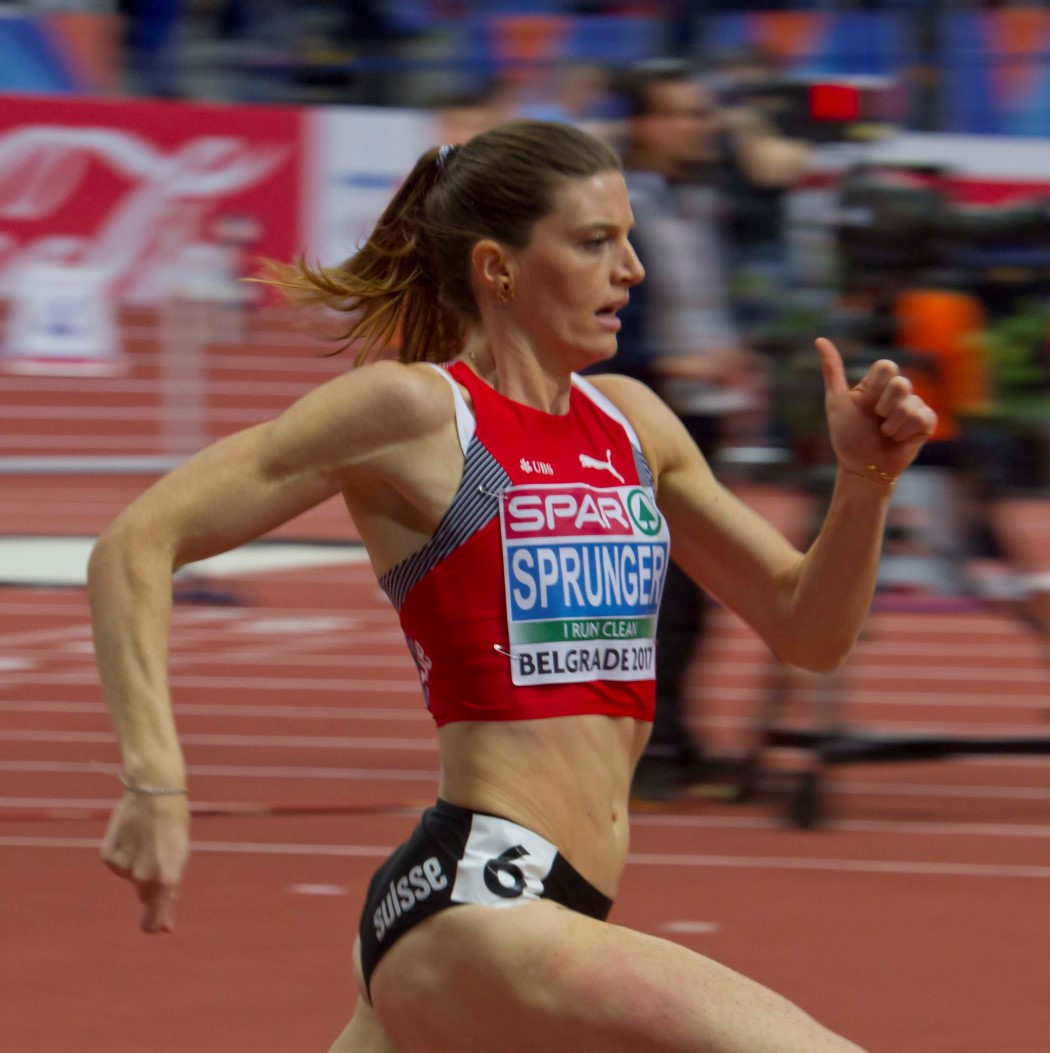
Léa Sprunger – ausgeschieden als Vierte des dritten Halbfinals

2. August 2021, 20:55 Uhr (13:55 Uhr MESZ)
| Platz | Name                | Nation         | Zeit        | Anmerkung                                       |
| ----- | ------------------- | -------------- | ----------- | ----------------------------------------------- |
| 1     | Femke Bol           | Niederlande    | 53,91 s     |                                                 |
| 2     | Anna Cockrell       | USA            | 54,17 s     |                                                 |
| 3     | Wiktorija Tkatschuk | Ukraine        | 54,25 s     |                                                 |
| 4     | Léa Sprunger        | Schweiz        | 55,12 s     |                                                 |
| 5     | Yadisleidy Pedroso  | Italien        | 55,80 s     |                                                 |
| 6     | Melissa González    | Kolumbien      | 57,47 s     |                                                 |
| 7     | Jessica Turner      | Großbritannien | 1:00,36 min |                                                 |
| DSQ   | Sara Slott Petersen | Dänemark       |             | IWR Regel 168, TR22.6 – Regelverstoß Hürdenlauf |

Weitere im dritten Halbfinale ausgeschiedene Hürdenläuferinnen:

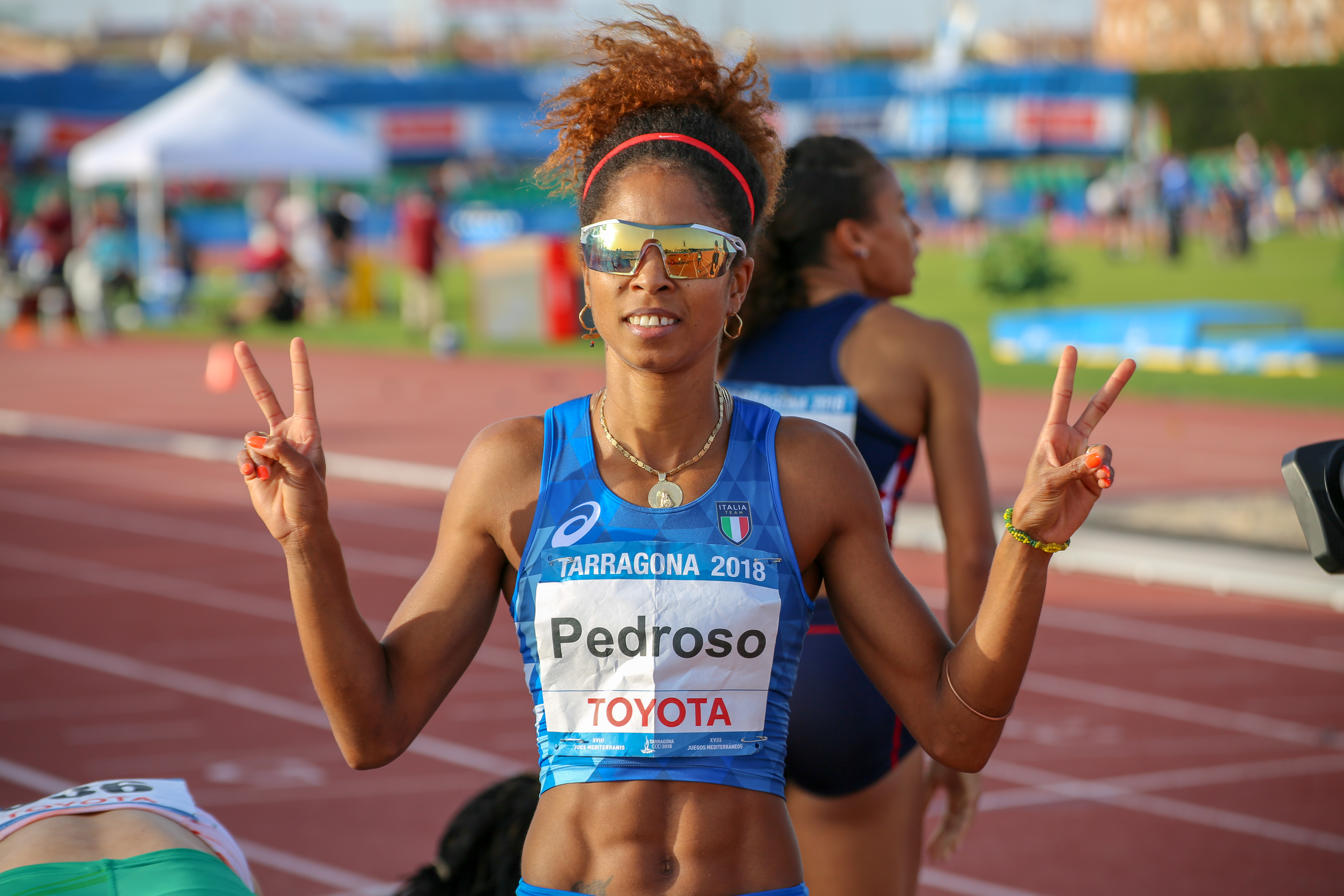
Yadisleidy Pedroso – Rang fünf
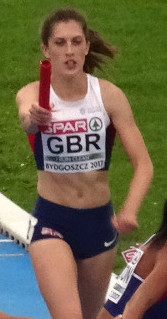
Jessica Turner – Rang sieben
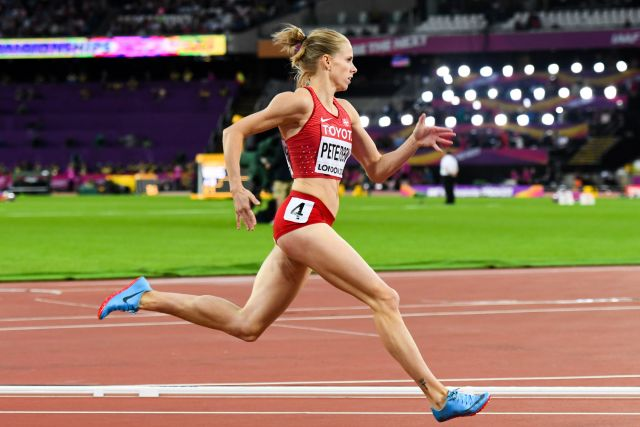
Sara Slott Petersen – disqualifiziert wegen eines Regelverstoßes

## Finale

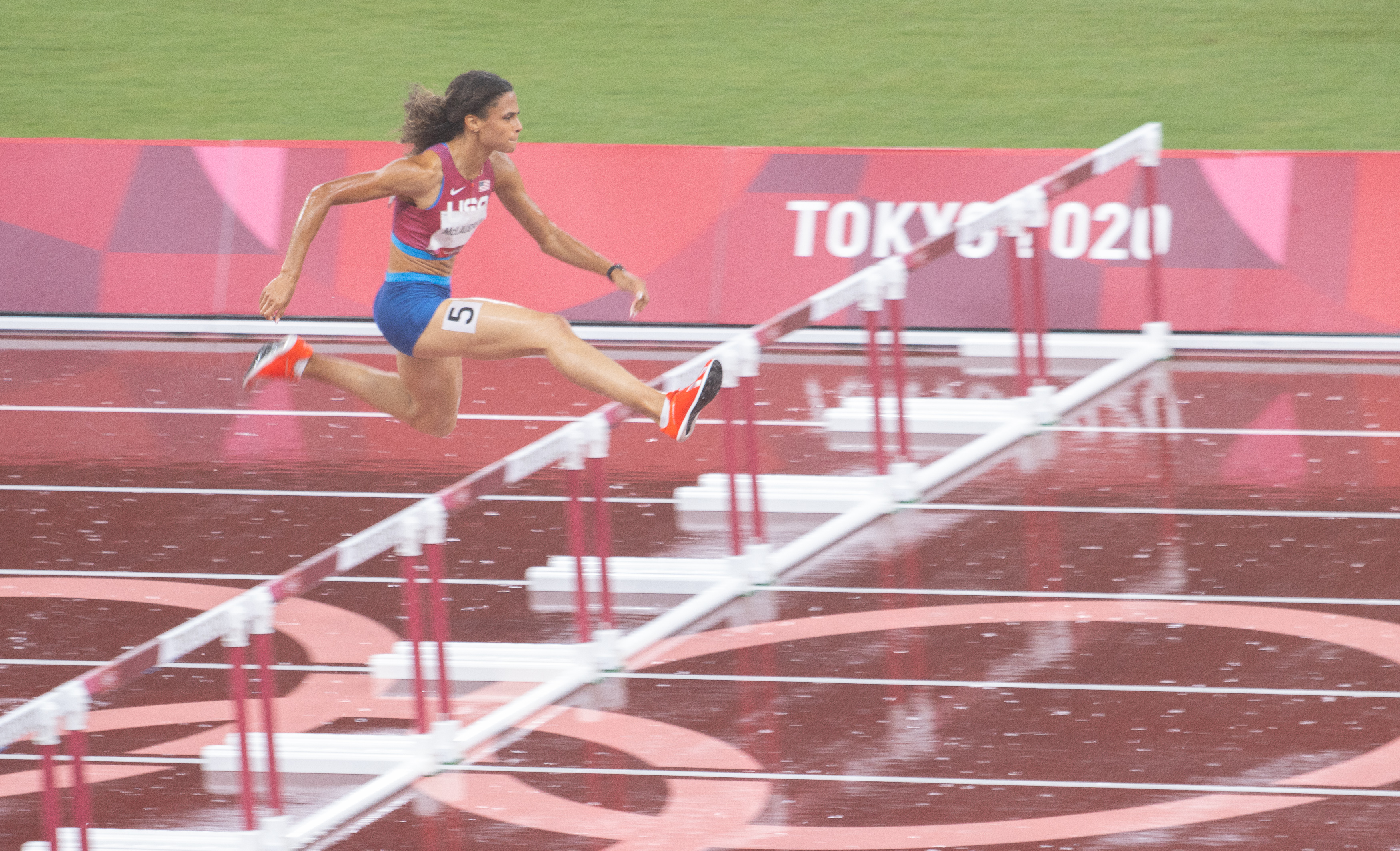
Sydney McLaughlin siegte in einem Finale
auf besonders hohem Niveau in neuer Weltrekordzeit

4. August 2021, 11:30 Uhr (04:30 Uhr MESZ)
| Platz | Name                | Nation      | Zeit (s) | Anmerkung                                |
| ----- | ------------------- | ----------- | -------- | ---------------------------------------- |
| 1     | Sydney McLaughlin   | USA         | 51,46    | WR                                       |
| 2     | Dalilah Muhammad    | USA         | 51,58    | PB                                       |
| 3     | Femke Bol           | Niederlande | 52,03    | ER                                       |
| 4     | Janieve Russell     | Jamaika     | 53,08    | PB                                       |
| 5     | Hanna Ryschykowa    | Ukraine     | 53,48    |                                          |
| 6     | Wiktorija Tkatschuk | Ukraine     | 53,79    | PB                                       |
| 7     | Gianna Woodruff     | Panama      | 55,84    |                                          |
| DSQ   | Anna Cockrell       | USA         |          | IWR Regel 163, TR17.3.1 – Bahnübertreten |

Schon vor diesen Spielen waren die beiden größten Favoritinnen auf den Olympiasieg aufeinandergetroffen. Bei den US-Trials, den US-amerikanischen Olympiaausscheidungen, hatte Sydney McLaughlin den zwei Jahre alten Weltrekord ihrer Rivalin Dalilah Muhammad, Olympiasiegerin von 2016 und amtierende Weltmeisterin, auf 51,90 Sekunden verbessert.
Im Finale lief McLaughlin auf Bahn drei, Muhammad weiter außen auf Bahn sieben. Muhammad, die ihre Gegnerin nicht sehen konnte, startete entsprechend schnell und hatte sich auf der Gegengeraden einen knappen Vorsprung aufgebaut. So ging es auch in die Zielkurve. Zum Ziel hin wurde es immer enger zwischen den beiden US-Amerikanerinnen. An der letzten Hürde lagen beide gleichauf. Das größere Stehvermögen hatte die jüngere Sydney McLaughlin, sie erreichte als Siegerin das Ziel und verbesserte ihren eigenen Weltrekord noch einmal um fast eine halbe Sekunde auf 51,46 Sekunden. Nur zwölf Hundertstelsekunden hinter ihr gewann ihre Vorgängerin die Silbermedaille, auch sie war also unter der vorher bestehenden Weltrekordmarke geblieben. In der neuen Europarekordzeit von 52,03 Sekunden holte sich gar nicht so weit weg von den beiden Topfavoritinnen die Niederländerin Femke Bol die Bronzemedaille.
Die viertplatzierte Jamaikanerin Janieve Russells erzielte mit 53,08 s die schnellste je für einen vierten Platz gelaufene Zeit. Auch Hanna Ryschykowa (Fünfte in 53,48 s) und Wiktorija Tkatschuk (Sechste 53,79 s) kamen innerhalb von 54 Sekunden ins Ziel.
Einen Tag nach dem geschichtsträchtigen Rennen über 400 Meter Hürden der Männer, in dem der Norweger Karsten Warholm in Weltrekordzeit Olympiasieger geworden war und der US-Amerikaner Rai Benjamin den bis dahin bestehenden Weltrekord unterboten hatte, zeichnete sich auch der Frauenwettbewerb durch eine besonders hohe Qualität aus.

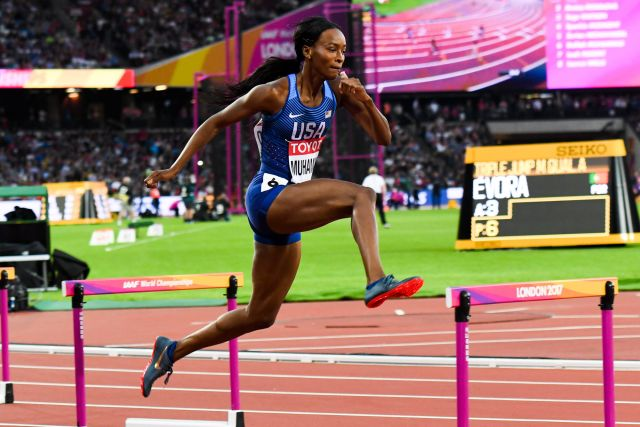
Silber gab es für die Olympiasiegerin von 2016 und amtierende Weltmeisterin Dalilah Muhammad
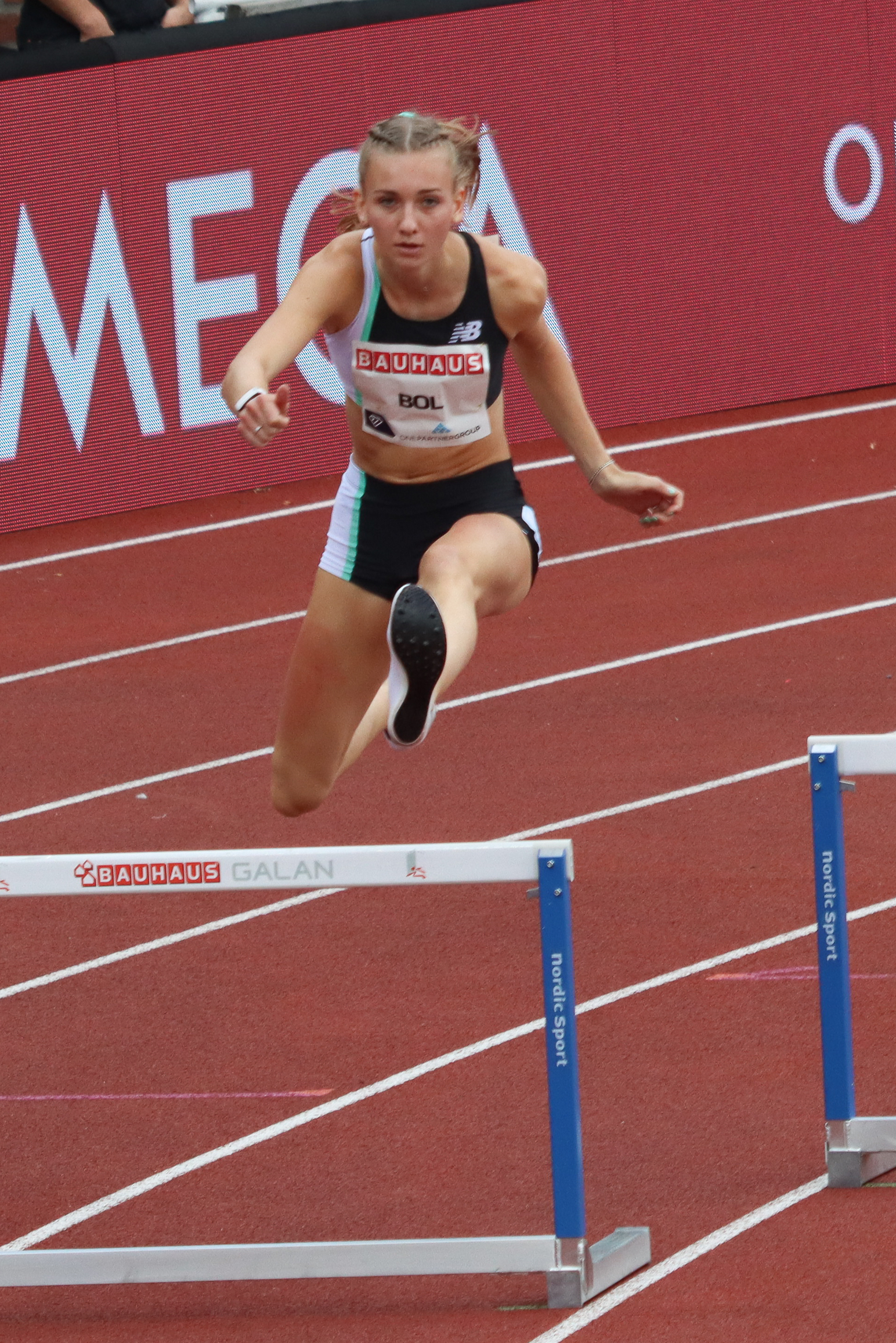
In neuer Europarekordzeit gewann Femke Bol die Bronzemedaille

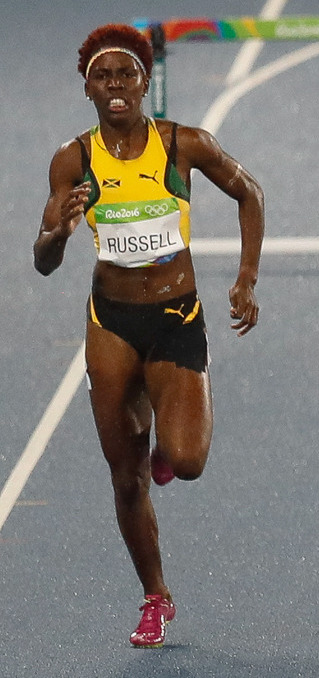
Janieve Russell belegte Rang vier
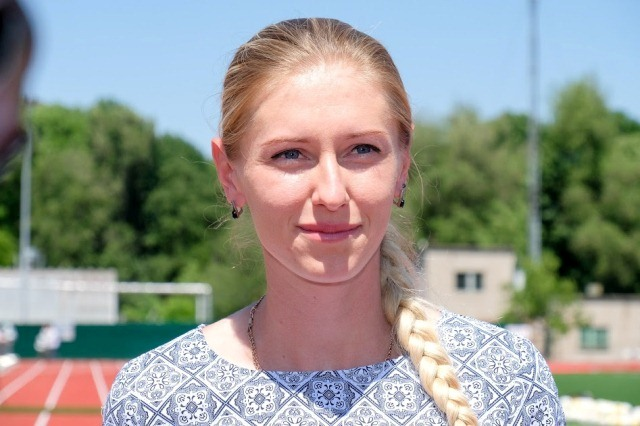
Die fünftplatzierte Hanna Ryschykowa
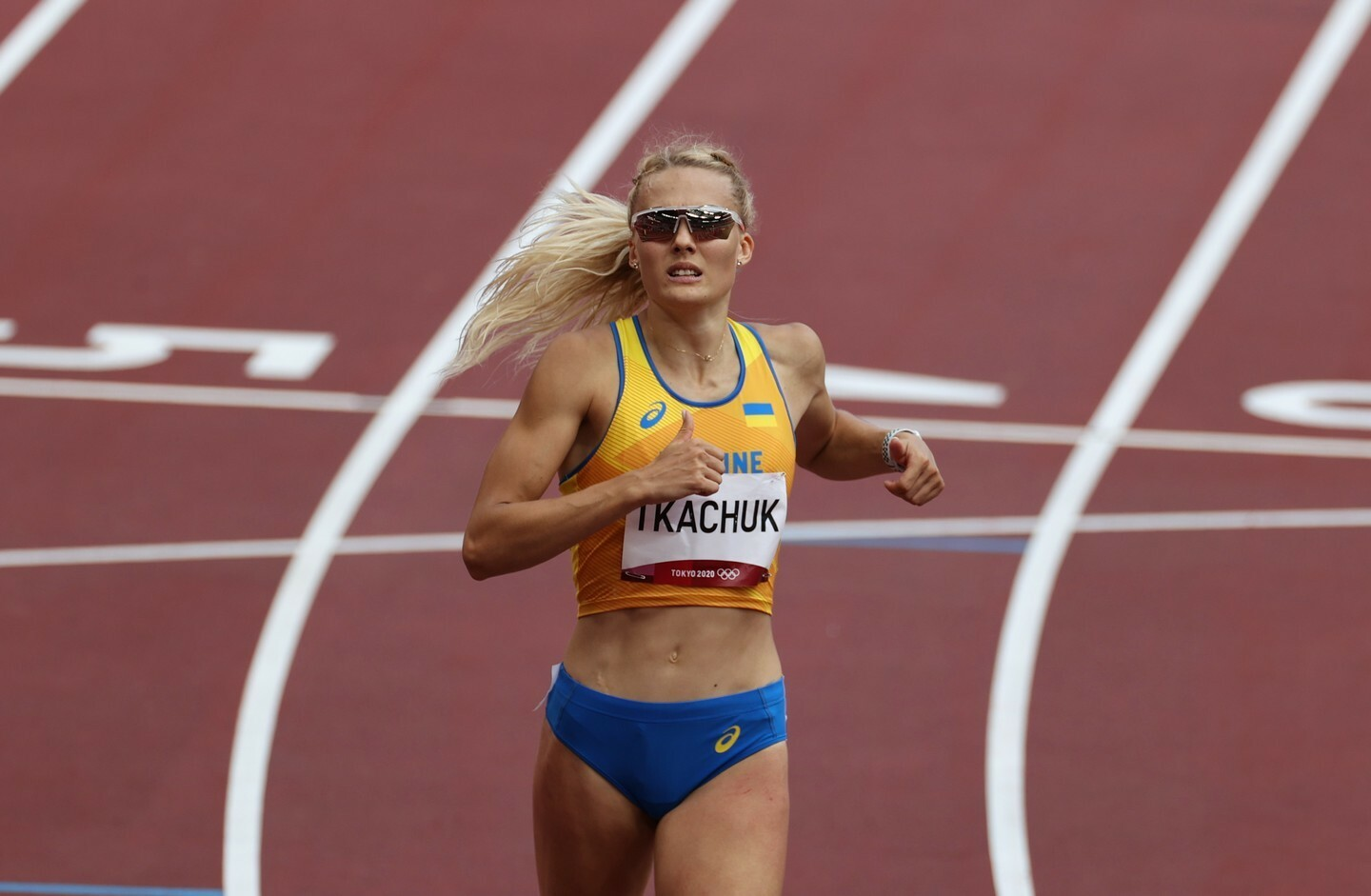
Wiktorija Tkatschuk kam auf den sechsten Platz
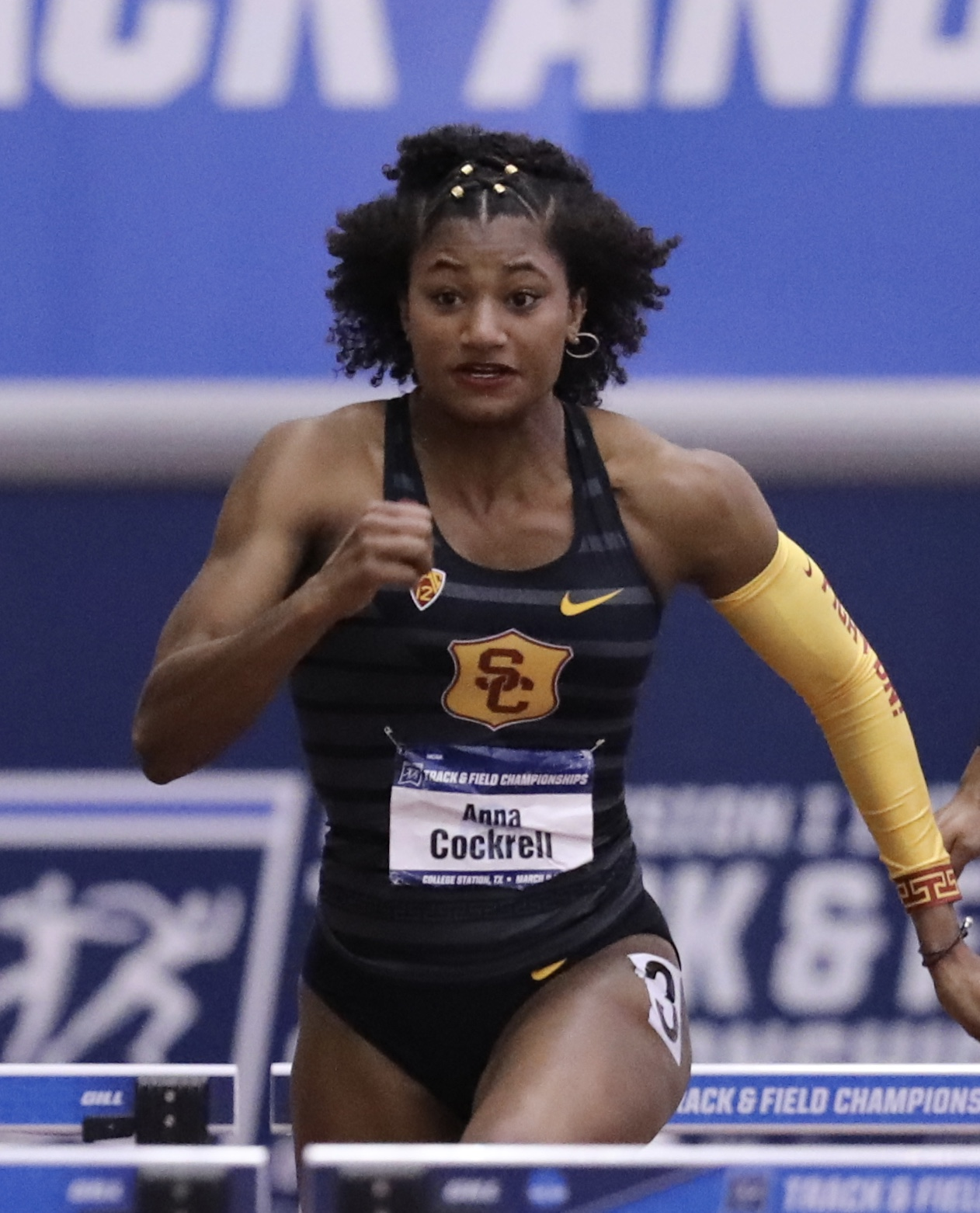
Wegen Bahnübertretung wurde Anna Cockrell disqualifiziert

## Video
- Women's 400m Hurdles Final, Tokyo Replays, youtube.com, abgerufen am 3. Juni 2022